# Anomala corruscans
Anomala corruscans är en skalbaggsart som beskrevs av Louis Alexandre Auguste Chevrolat 1841. Anomala corruscans ingår i släktet Anomala och familjen Rutelidae. Inga underarter finns listade i Catalogue of Life.